# Oľka (rzeka)
Oľka – rzeka we wschodniej Słowacji, lewy dopływ Ondawy w zlewisku Morza Czarnego. Długość – 41 km. 
Źródła Oľki znajdują się na wysokości 465 m n.p.m. na zachodnim stoku szczytu Sušková w słowackim Beskidzie Niskim. Rzeka płynie na południe przez góry Bruzdą Repejovską, przecina Pogórze Ondawskie i koło wsi Žalobín uchodzi do Ondawy. W dolnym biegu meandruje. 